# Cycas taitungensis

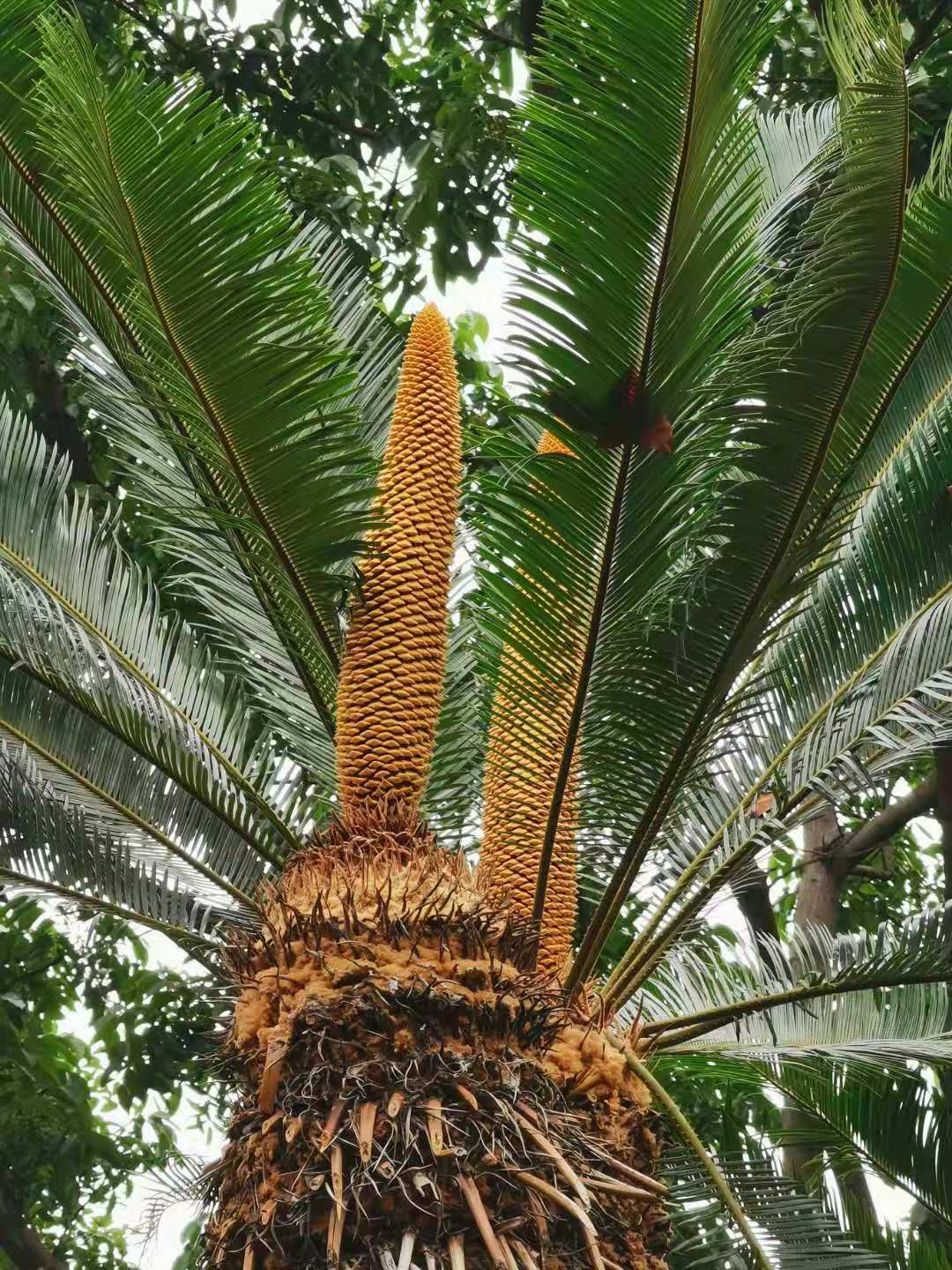

Cycas taitungensis là một loài thực vật hạt trần trong họ Cycadaceae. Loài này được C.F.Shen & al. mô tả khoa học đầu tiên năm 1994. Chúng bị đe dọa do nạn phá rừng và khai thác trái phép trong tự nhiên. Hiện nay loài cây này rất hiếm trong tự nhiên.

## Mô tả
Thân cây Cycas taitungensis đôi khi phân nhánh và có thể có chiều rộng 18 inch. Màu thân cây có màu nâu đỏ. Tán lá tròn và lá có thể xòe ra tới 10 feet. Chúng có thể có từ 50 lá màu xanh đậm trở lên dài từ 40 đến 70 inch và rộng 8 đến 12 inch. Mỗi lá chia thành 130-200 cặp lá chét. Các lá chét có dạng da, mép phẳng. Trên cây  đực có nón hình quả dứa. Ở cây cái, nón có hình dạng giống như một vòng phẳng và tạo thành một đầu hạt dày đặc. Hạt có màu từ cam đến đỏ. Việc thụ phấn xảy ra từ tháng 4 đến tháng 6 với sự hỗ trợ của côn trùng hoặc gió. Hạt chín từ tháng 9 đến tháng 10.

## Bảo tồn
Loài cây này được đánh giá trong sách đỏ thế giới là đang trong tình trạng nguy cấp cần được bảo tồn.